# Edward Codrington

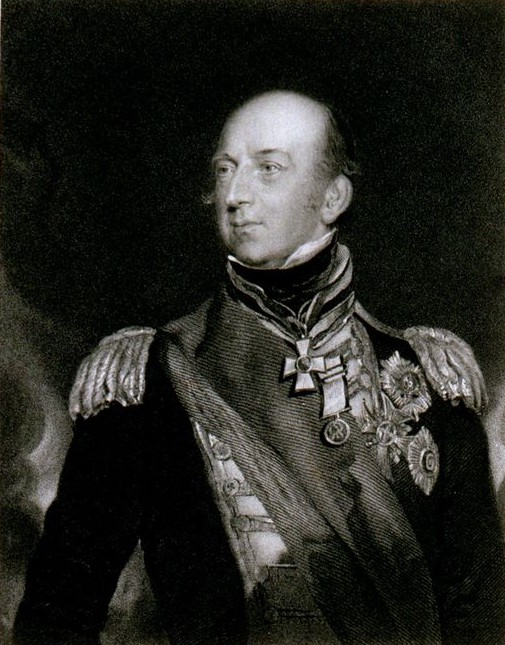
Edward Codrington auf einem Gemälde von Thomas Lawrence (1830)

Sir Edward Codrington (* 27. April 1770 in Dodington, Gloucestershire; † 28. April 1851 in Eaton Square, Belgravia, London) war britischer Admiral.

## Leben und Wirken
Codrington entstammte einer königstreuen Offiziersfamilie aus Dodington in Gloucestershire. Er war der dritte Sohn des Kaufmanns Edward Codrington (1732–1775) aus London und Anne oder Rebecca Le Sturgeon, und Enkel des Plantagenbesitzers Baron William Codrington. Seinen ersten Unterricht erhielt er durch Hauslehrer, später wechselte er an die Harrow School nach London.
Mit dreizehn Jahren trat Codrington im Juli 1783 in die Royal Navy ein. Nach einer Art „Grundausbildung“ an der englischen Küste war er einige Jahre u. a. im Mittelmeer stationiert. Am 28. Mai 1793 wurde er zum Lieutenant befördert und kam kurz darauf in den Stab von Admiral Richard Howe auf das Flaggschiff der Kanalflotte HMS Queen Charlotte. Er nahm unter Howe an der Seeschlacht am 13. Prairial (Glorious First of June, 1. Juni 1794) teil und zeichnete sich durch Tapferkeit aus.
Mit Wirkung zum 7. Oktober 1794 wurde Codrington zum Commander befördert und am 6. April 1795 bekam er als Kapitän die HMS Babett unterstellt. Mit diesem Schiff nahm er an der Seeschlacht bei der Île de Groix (23. Juni 1795) teil. Nach einer weiteren Beförderung wechselte Codrington auf die Druid und half mit, den Seeweg im Ärmelkanal und die Küsten bis Portugal zu kontrollieren.
1797 wurde Codrington für unbestimmte Zeit mit Halbsold auf Heimaturlaub geschickt. Er ließ sich in London nieder und versuchte die folgenden Jahre vergeblich eine Stellung bei der englischen Handelsmarine zu erhalten. Im Dezember 1802 heiratete er in London Jane Hall, Tochter von Jasper Hall aus Kingston auf Jamaika. Das Paar hatte drei Söhne: William John (1804–1884), Henry (1808–1877) und Edward († 1821) und zwei Töchter. Alle Söhne dienten in der Royal Navy, die beiden älteren machten gleich ihrem Vater Karriere, der jüngste Sohn ertrank 1821 bei einem Bootsunfall vor der griechischen Insel Hydra. Jane Barbara (1810–1884), die älteste Tochter publizierte 1873 eine zweibändige Biographie ihres Vaters. Sie hatte 1849 den Hauptmann Thomas Bourchier geheiratet, der später Oberaufseher der Docks von Chatham wurde.
Nach dem Frieden von Amiens (25./27. Mai 1802) erhielt Codrington den Befehl über das Linienschiff Orion, mit dem er sich im Frühjahr 1805 der Flotte von Admiral Horatio Nelson anschloss. Unter Nelson nahm er an der Schlacht von Trafalgar (21. Oktober 1805) teil. In den darauffolgenden Jahren unterstützte er in einem britischen Kontingent die spanische Flotte im Kampf gegen die Franzosen und nahm im fünften Koalitionskrieg an der Walcheren-Expedition (Juli bis Dezember 1809) teil. Anschließend entsandte man Codrington an die spanische Küste, um britische Truppen gegen die Streitkräfte Napoleons zu unterstützen.

Am 4. Juni 1814 wurde Codrington zum Admiral befördert und dem Stab von Admiral Sir Alexander Cochrane zugeteilt. Als solcher kämpfte er im Britisch-Amerikanischen Krieg und wurde u. a. bei Washington, Baltimore und New Orleans eingesetzt. Weitere Beförderungen folgten: er wurde 1813 Konteradmiral, 1815 Vizeadmiral. Im Dezember 1826 übernahm Codrington den Oberbefehl der Mediterranean Fleet und wurde als solcher beauftragt, die Unabhängigkeitsbestrebungen Griechenlands zu unterstützen. Zusammen mit Admiral Henri de Rigny nötigte er Ibrahim Pascha, den Befehlshaber der ägyptisch-türkischen Kriegsmacht in Morea am 25. September 1827 zu einem Waffenstillstand. 

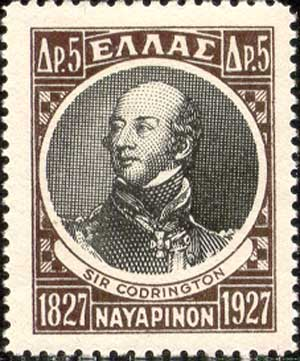
Codrington auf einer griechischen Briefmarke anlässlich des 100. Jahrestages der Schlacht bei Navarino (1927)

Als die osmanische Flotte diesen in Morea brach, übernahm Codrington den Oberbefehl über die vereinigte britisch-französische Flotte, der sich auch das russische Geschwader unter Admiral Login Petrowitsch Heiden anschloss. Die geplante Strafexpedition, um den Waffenstillstand wieder herzustellen, endete in der Schlacht bei Navarino (20. Oktober 1827), in welcher der größte Teil der türkisch-ägyptischen Flotte vernichtet wurde. Damit galt Codrington – neben Rigny und Heiden – als Kriegsheld und wurde entsprechend gefeiert. Die einzige Kritik kam vom Premierminister Frederick Robinson, der als Tory andere politische Ziele anstrebte. Im Juli 1828 erzwang Codrington vor Alexandria von Mehemed Ali die Räumung Moreas, wurde aber im August 1828 abberufen und fand erst nach der Thronbesteigung Wilhelms IV. wieder volle Anerkennung.
1829 kehrte Codrington nach England zurück. Zwischen 1832 und 1839 vertrat er als Whig-Abgeordneter (→House of Commons) Devonport (Devon). Als er zum Hafenkommandanten von Portsmouth ernannt wurde, legte er sein Mandat nieder. 1831 befehligte Codrington die vor Lissabon kreuzende Flotte.
Codrington war, zusammen Anna Marie Bethell und Bethell Walrond Eigentümer der Rooms Plantage im Kirchspiel von St Philips auf Antigua, die er von seinem Onkel Christopher Bethell geerbt hatte. Für die Freilassung der 190 Sklaven nach der Abschaffunbg der Sklaverei 1833 erhielten sie 1835 £2588 6s 6d Entschädigung. 1837 wurde er zum Admiral ernannt.
Am 28. April 1851 starb Admiral Edward Codrington in seinem Haus am Eaton Square, Belgravia (London). Seine letzte Ruhestätte fand er auf dem Friedhof von St. Peter’s Church (Eaton Square). Nach einem Brand auf dem Friedhof wurden Codringtons Überreste 1987 auf dem Brookwood Cemetery in Surrey umgebettet.

## Ehrungen
- 1815 Knight Commander des Order of the Bath
- Februar 1822 Fellow der Royal Society
- Großkreuz von St. Louis, Frankreich
- zweite Klasse des St. Georgsordens, Russland[4].
- Goldkreuz des Erlösers, Griechenland
- Gedenktafeln in der St Paul’s Cathedral (London) und der All Saints Church (Dodington)
- In mehreren Städten Griechenlands wurden Straßen nach ihm benannt.
- In der griechischen Hafenstadt Pylos (Peloponnes) wurde für die „Helden der Schlacht von Navarino“ ein Obelisk errichtet.